# Alberto Blecua
Luis Alberto Blecua Perdices (Zaragoza, 13 de noviembre de 1941-Barcelona, 28 de enero de 2020) fue un filólogo y cervantista español, hijo del también filólogo José Manuel Blecua Teijeiro y hermano menor de José Manuel Blecua Perdices (el primero, académico de honor de la Real Academia Española; y el segundo, miembro de la RAE de pleno derecho y Director de la misma entre 2010 y 2014).

## Biografía
Realizó su tesis doctoral en 1973 sobre el poeta del Renacimiento Gregorio Silvestre, aún inédita. Fundó en 1989, el Grupo de Investigación PROLOPE, que edita la obra dramática completa del gran comediógrafo del Siglo de Oro Lope de Vega, así como la revista Anuario Lope de Vega.
Fue profesor de la Universidad de Santiago de Compostela y asimismo de la Universidad Autónoma de Barcelona. Sus obras se centran en la historia literaria, en particular en el Siglo de Oro y la crítica textual, sobre la cual publicó un importante manual (1983).
Realizó ediciones críticas de diversos clásicos españoles y europeos; en especial destacan las del Lazarillo de Tormes, el Libro de Buen Amor,  y las comedias de Lope de Vega, el Quijote, Garcilaso, diversos libros de caballería, Juan Rufo, entre otros. Fue jurado del Premio Planeta.
Falleció en Barcelona a los setenta y ocho años el 28 de enero de 2020. La noticia fue difundida por la editorial Grupo Planeta y por la Real Academia Española.

## Obras
Estudios:
- El Manuscrito 372 de la Biblioteca Nacional de París (Tesis de licenciatura), Barcelona, Universidad de Barcelona, 1963.
- En el texto de Garcilaso, Madrid, Ínsula, 1970.
- La poesía del s. XV, Madrid, La Muralla, 1975.
- Aportación a la crítica del siglo XVI: las poesías de Gregorio Silvestre (Tesis doctoral), Barcelona, Universidad de Barcelona, 1973, 6 vols.
- La transmisión textual de El conde Lucanor, Bellaterra, Universitat Autònoma de Barcelona, 1980.
- Manual de crítica textual, Madrid, Castalia, 1983 (última reedición, 2018).
- Signos viejos y nuevos: estudios de historia literaria, ed. Xavier Tubau, Barcelona, Crítica, 2006.
- Estudios de crítica textual, Barcelona: Gredos-Real Acadèmia de Bones Lletres, 2012.

Ediciones:
- Libros de caballerías: Oliveros de Castilla, Roberto el Diablo, Barcelona, Juventud, 1969.
- Juan Rufo, Las seiscientas apotegmas, Madrid, Espasa-Calpe, 1972 (reedición: Sevilla, Fundación José Manuel Lara, 2007)
- Antonio García Gutiérrez, El Trovador, Barcelona, Labor, 1972.
- Poesía medieval española, Barcelona, Salvat, 1972.
- La vida de Lazarillo de Tormes, Madrid, Castalia, 1974 (última reedición, 2017).
- Duque de Rivas, Don Álvaro o la fuerza del sino, Barcelona, Labor, 1974 (reedición: Barcelona, Planeta, 1988).
- Lope de Vega, Peribáñez. Fuenteovejuna, Madrid, Alianza, 1981.
- Novela picaresca española, Barcelona, Mundo Actual Ediciones, 1982.
- Arcipreste de Hita, Libro de Buen Amor, Barcelona, Planeta, 1983.
- Arcirpreste de Hita, Libro de Buen Amor, Madrid, Cátedra, 1992 (última reedición, 2017).
- Rafael Alberti, Las cuatro estaciones. Sonetos a Lorca, Barcelona, 1994.
- Lope de Vega, La escolástica celosa, con Nil Santiáñez, en Comedias, Parte I, Milenio, Lleida, 1997.
- Miguel de Cervantes, Poesía, con Antonio Pérez Lasheras, Zaragoza, Olifante, 2005.
- Lope de Vega, Fuenteovejuna, con Bienvenido Morros, Barcelona, Vicens Vives, 2007.
- Miguel de Cervantes, Don Quijote de la Mancha, Madrid, Espasa-Calpe, 2006 (última reedición, 2014).
- Juan Sánchez Burguillos, Poesías, Valladolid, Agilice Digital, 2018.

Colecciones dirigidas:
- Lope de Vega, Comedias, Partes 1-18, Grupo Prolope: Lleida, Milenio, 1997-2010 (Partes 1-10, 26 volúmenes); Barcelona, Gredos, 2010-2019 (Partes 11-18, 16 volúmenes).

Volúmenes editados:
- El teatro del Siglo de Oro: Edición e interpretación, con Ignacio Arellano y Guillermo Serés, Madrid, Iberoamericana, 2009.
- La edición del teatro de Lope de Vega: Las "Partes" de comedias, Grupo Prolope, Bellaterra, Universitat Autònoma de Barcelona, 2008.
- Lope en 1604, con Guillermo Serés y Xavier Tubau, Lleida, Milenio, 2004.

Homenajes recibidos:
- Juan Ruiz, arcipreste de Hita, y el "Libro de buen amor": Congreso homenaje a Alberto Blecua, Alcalá la Real, Ayuntamiento, 2014.
- La escondida senda: Estudios en homenaje a Alberto Blecua, edición de Eugenia Fosalba y Gonzalo Pontón, Madrid, Castalia, 2012.